# Heinrich Bunde
Heinrich Gustav Bunde (* 27. November 1825 in Cotta bei Pirna; † 1893) war ein deutscher Rittergutsbesitzer und konservativer Politiker.

## Leben und Wirken
Bunde erlangte eine landwirtschaftliche Vorbildung auf dem königlich sächsischen Institut Kleinstruppen, wo er 1838 bis 1840 Primus war. Von 1840 bis 1845 war er Eleve auf dem Rittergut Schilbach, anschließend bis 1849 Beamter auf dem Rittergut Pöhl. Von 1849 bis 1855 war Bunde Administrator des Ritterguts Thoßfell. Von 1866 bis 1877 pachtete er das Rittergut Niederauerbach. 1875 konnte er das Rittergut Erlbach käuflich erwerben.
Seit 1870 bekleidete Bunde das Amt des Sekretärs des Vogtländischen Landwirtschaftlichen Kreisvereins in Reichenbach im Vogtland, zu dem 33 Lokalvereine gehörten. Später hatte dieser seinen Sitz in Zwickau. Er war Syndikus der vogtländischen Ritterschaftlichen Kreisstände. Von 1875 bis 1881 vertrat er den 39. ländlichen Wahlkreis in der II. Kammer des Sächsischen Landtags.
Das Rittergut Erlbach ging auf seinen Sohn Gustav Richard Bunde (1851–1906) über, der von 1899 bis 1906 ebenfalls ein Landtagsmandat innehatte.